# Чужие похороны
«Чужи́е по́хороны» или дословно Человек, несущий гроб (англ. The Pallbearer) — американская романтическая комедия, мелодрама, независимый фильм, повествующая о парне, которому пришлось быть на похоронах незнакомого человека. Премьера состоялась 3 мая 1996 г.

## Сюжет
Главному герою (Дэвид Швиммер) звонят по телефону с просьбой пойти на похороны друга, но он даже не помнит, кто он такой. Ему приходится идти на похоронную процессию, что впоследствии втягивает его в запутанные отношения с Джули (Гвинет Пэлтроу), бывшей одноклассницей, и Рут (Барбара Херши), матерью покойного. В конце фильма он находит нужного Тома и объясняется с Рут: 
У меня хорошая память... И то, что я мог его просто забыть, что его жизнь оставила так мало воспоминаний в моей памяти, испугало меня. Это просто в ужас меня привело. Просто потому, что я не хотел бы, чтобы меня забыли.
Том остаётся в хороших отношениях с Джули и Рут. Он переезжает на съёмную квартиру.

## В ролях
- Дэвид Швиммер — Том Томпсон
- Гвинет Пэлтроу — Джули ДеМарко
- Тони Коллетт — Синтия
- Майкл Вартан — Скотт
- Майкл Рапапорт — Брэд Шорр
- Барбара Херши — Рут Абернати
- Кэрол Кейн — Миссис Томпсон
- Битти Шрэм — Лорен
- Жан Де Баэр — Сюзанна ДеМарко
- Марк Марголис — Филип ДеМарко
- Элизабет Франц — Тётя Люсиль

## Кассовые сборы
На первой неделе проката фильм занял 9 место с кассовыми сборами $2,319,236, к концу проката фильм собрал в США $5,656,388. 